# Veronika Arjipova
Veronika Arjipova (18 de septiembre de 2002) es una deportista de Rusia que compite en atletismo. Ganó una medalla de bronce en el Campeonato Europeo de Atletismo Sub-20 de 2021, en la prueba de 400 m.